# Edmée Brucy
Pour les articles homonymes, voir Brucy.
Edmée Brucy, dite aussi Edmée Bourgeois après son mariage, est une artiste peintre française née le 9 mai 1795 à Orléans et morte le 17 août 1826 à Moret-sur-Loing. Élève de Prud'hon, elle expose aux Salons de 1817 et 1819.

## Biographie
Edmée Brucy est née à Orléans le 20 floréal an III (9 mai 1795). Son père, Edmé Charles Brucy, chanoine régulier de saint Augustin rallié aux idées de la Révolution française, est ordonné prêtre par l'évêque constitutionnel Louis de Jarente le 9 avril 1791, puis nommé premier vicaire d'Orléans avant d'abdiquer au moment de la Terreur. Il s'occupe alors d'éducation, se fait salpêtrier puis s'y ruine. Il épouse à Orléans le 25 fructidor an II (11 septembre 1794) Reine Lep, alors veuve de Michel Luc Hameau. Le couple a sept enfants au moment où sa situation est régularisée aux yeux de l'Église catholique sous la légation du cardinal Caprara (rescrit du 18 août 1803, mariage béni le 31 août suivant à Saint-Aignan d'Orléans),.
Après l'installation de sa famille à Paris, où son père occupe un temps les fonctions de secrétaire général au sein de la direction générale des vivres de la guerre,, Edmée Brucy étudie la peinture dans les années 1810 auprès de Pierre-Paul Prud'hon. La jeune artiste participe pour la première fois au Salon en 1817, sous le nom de Mlle Brucy, en présentant un tableau et trois études. Le tableau, Une jeune Israélite à la fontaine, attire particulièrement l'attention et reçoit des commentaires positifs de critiques d'art influents comme Charles-Paul Landon, Edmé-François-Antoine-Marie Miel (de) et Étienne de Jouy. L'œuvre est même lithographiée en 1824,. 
Edmée Brucy expose de nouveau quatre peintures au Salon de 1819, dont un portrait de sa sœur Cécile Fée et une scène de genre, Petite Fille tenant une grappe de raisin. Cette dernière reçoit encore l'approbation de la critique : Landon la liste parmi les scènes de genre remarquées « pour l'agrément de la composition, la finesse de la touche ou la vérité du coloris », tandis que Jouy souligne que l'œuvre « est très agréablement peinte » et que l'artiste « continue à réaliser les espérances qu'elle a données en 1817 ».
Edmée Brucy épouse à Paris, le 15 juillet 1820, un ancien officier, Jean-Baptiste Bourgeois (1783-1859), demeurant à Moret-sur-Loing. Elle cesse d'exposer au Salon après son mariage, mais continue de peindre, comme le prouve un portrait signé Edmée Bourgeois et daté de 1824 proposé aux enchères à Paris à l'hôtel Drouot en janvier 2021.
Elle meurt à son domicile de Moret-sur-Loing le 17 août 1826 à l'âge de 31 ans.
Edmée Brucy et son époux ont eu une fille, Anne Stéphanie, née à Paris le 26 novembre 1821, mariée le 5 avril 1842 à l'homme de lettres Arsène Houssaye. Le couple a donné naissance à deux enfants, une fille, Edmée, prénommée en l'honneur de sa grand-mère maternelle et un fils, le futur historien et critique Henry Houssaye. C'est par l'intermédiaire des Houssaye, qui avaient hérité de plusieurs tableaux de la main de l'artiste et recueilli des anecdotes la concernant véhiculées par la tradition familiale, que la mémoire d'Edmée Brucy s'est transmise à la postérité.
Edmée Brucy signe toujours ses tableaux de son nom complet, Edmée Brucy, puis, après son mariage en 1820, Edmée Bourgeois, le plus souvent suivi de la date. Les tableaux de nature morte signés Brucy qui lui sont parfois attribués à tort sur le marché de l'art sont de la main d'un artiste homonyme, plus tardif.

## Œuvre

### Envois au Salon
Œuvres non localisées, sauf mention contraire.
- Une jeune Israélite à la fontaine, 1816, huile sur toile, 73 × 59 cm; Salon de 1817 (no 126)[9]; lithographié en 1824 par L. Lorin[13],[14]; exposé au musée d'Orléans en 1847[24]; collection du baron de Longuève (château de Vaugereau, Briare), vente aux enchères chez Drouot, 25 avril 1887 (no 6)[25]; collection d'Otto Reuter, vente à Vienne des 3 et 4 décembre 1928 (no 10)[26]; collection privée viennoise, vente à Vienne au Dorotheum, 8-10 février 1934 (no 187)[27].

- Un troubadour (étude), Salon de 1817 (no 127)[9].

- Un soldat grec en repos (étude), Salon de 1817 (no 128)[9].

- Une des Heures du matin au printemps (étude), Salon de 1817 (no 129)[9].

- Portrait en pied de Cécile Fée, sœur de l'auteur[note 1], Salon de 1819 (no 178)[15], lithographié (en buste) par Charles Auguste Schuler (1804-1859) en 1840[28],[29].

- Bergers d'Arcadie (étude), Salon de 1819 (no 179)[15].

- Petite Fille tenant une grappe de raisin, Salon de 1819 (no 180)[15], probablement dans la collection de la fille de l'artiste, Anne-Stéphanie Bourgeois, et de l'époux de celle-ci, Arsène Houssaye, en 1846[30].

- Tête d'étude, Salon de 1819 (no 181)[15].

### Autres

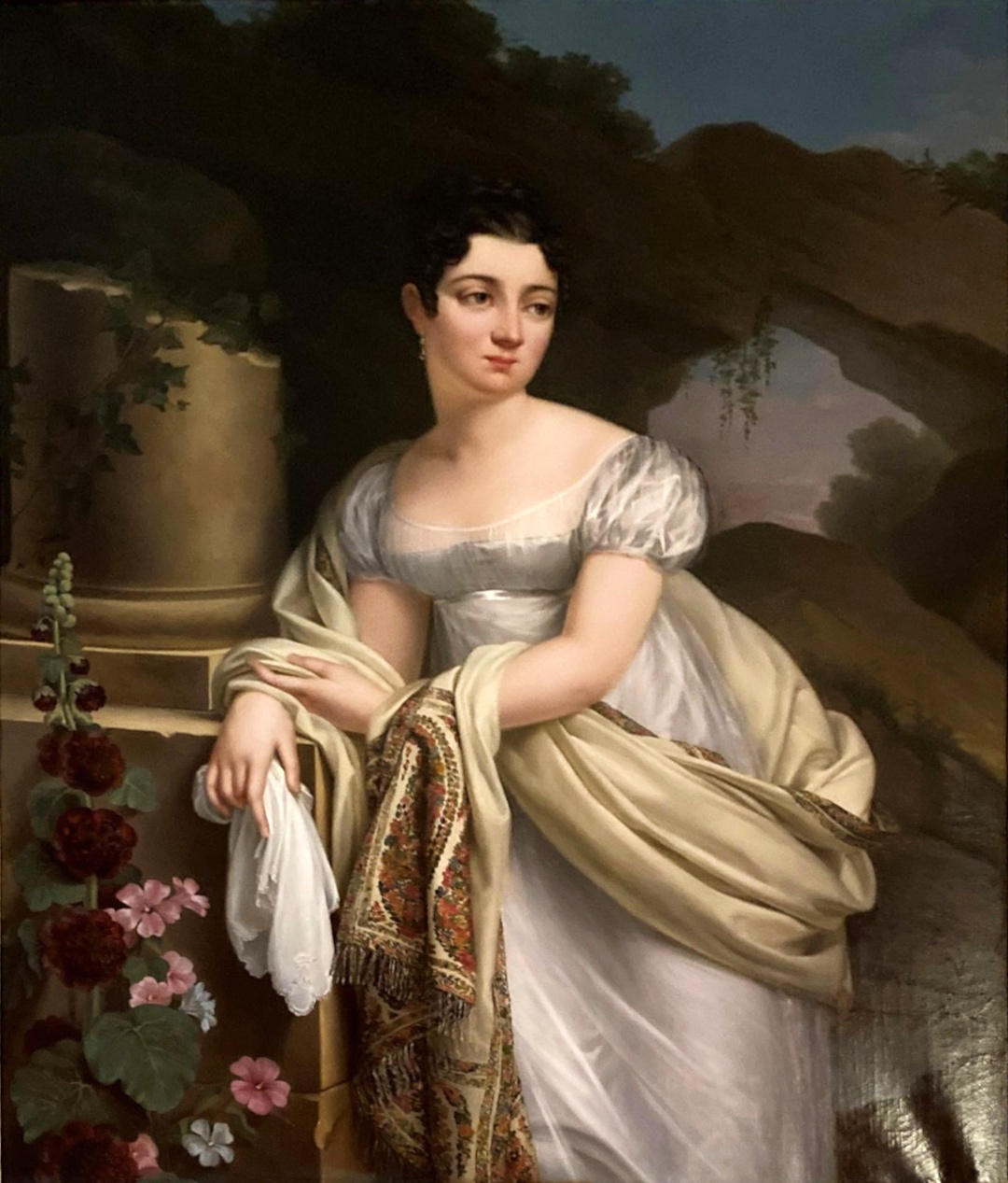
Portrait de Zénaïde Chapt de Rastignac, duchesse de La Rochefoucauld, 1817 (château de La Rochefoucauld)

Œuvres non localisées, sauf mention contraire.
- Portrait de Zénaïde Chapt de Rastignac, duchesse de La Rochefoucauld[note 2], 1817, huile sur toile, 130 × 97 cm, vente aux enchères Vassy-Jalenques-La Perraudière, 18 juillet 1998, lot 11[31] ; vente du mobilier du château de Lavaur (Neschers), Siboni, 23 avril 2022, lot 125[32] ; accroché dans la salle à manger du château de La Rochefoucauld en 2024[33].

- Portrait d'un jeune homme, 1817, vente aux enchères, France, 2003[34].

- Portrait d'homme en buste, 1817, huile sur toile, 61 × 50 cm, vente aux enchères, Paris, hôtel Drouot, 29 octobre 2019, lot no 29[35].

- Portrait d'un jeune homme au nœud blanc, 1817, huile sur toile, 59,6 × 48,7 cm.

- Portraits d'un couple de personnes de qualité, 1817-1818, vente aux enchères, Guérin, France, 13 mars 1993[36].

- Portrait de Prosper Guerrier de Dumast (1796-1883), vers 1820, collection de René Prosper de Dumast en 1936[37].

- Portrait de jeune femme, 1824, huile sur toile, 61 × 49,5 cm, vente aux enchères, Paris, hôtel Drouot, 22 janvier 2021 (Joron-Derem), lot no 99[19].

- Autoportrait, non daté, dans la collection de son petit-fils Henry Houssaye à la fin du XIXe siècle[23].

- Flore, non daté, autrefois conservé au musée des Beaux-Arts de Strasbourg, détruit le 24 août 1870 avec le reste de la collection[38].

### Galerie

Œuvres d'Edmée Brucy
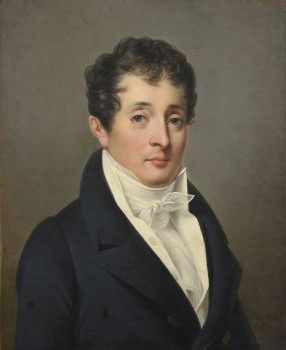
Portrait d'homme en buste (1817), localisation inconnue.
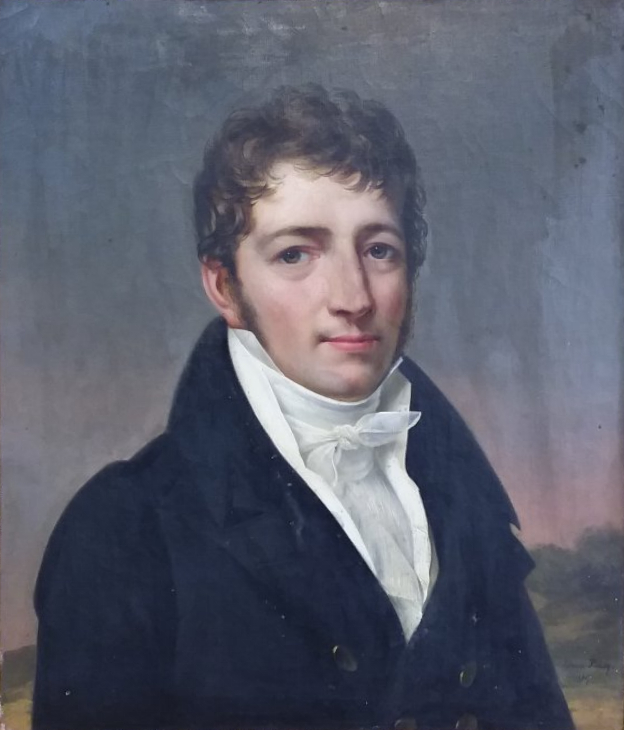
Portrait d'un jeune homme au nœud blanc (1817), localisation inconnue.
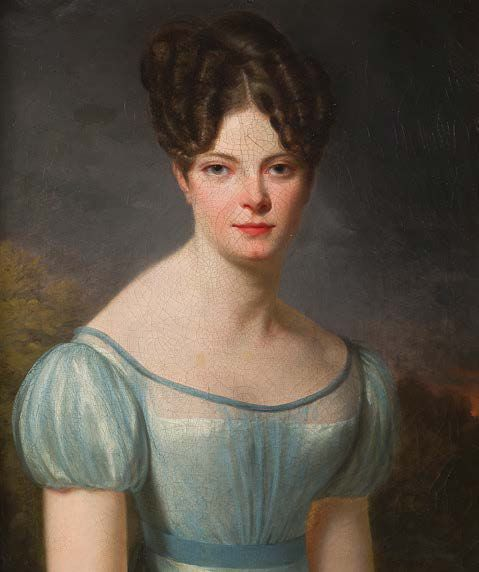
Portrait d'une jeune femme (1824), localisation inconnue.